# Mirror mirror (canción de m2m)
«Mirror Mirror» (en español "Espejito Espejito") es una canción grabada por el dúo pop M2M. En 2000 fue el sencillo promocional para su álbum debut, Shades of Purple. En 2006 fue regrabada por la cantante estadounidense Taylor Horn para su álbum 'Changes'.

## Canciones
US promo
1. "Mirror Mirror" (album version) – 3:19
2. "Mirror Mirror" (Crossover Mix) – 3:50
3. "Mirror Mirror" (Power Dance Mix) – 4:12

US single
1. "Mirror Mirror" (album version)	 – 3:19
2. "Don't Say You Love Me" (acoustic version) – 3:14

US Maxi-CD
17 de marzo de 2000
1. "Mirror Mirror" (album version) – 3:19
2. "Mirror Mirror" (Crossover Mix) – 3:50
3. "Mirror Mirror" (Power Dance Mix) – 4:12
4. "Mirror Mirror" (Extended Power Dance Mix) – 5:55
5. "Don't Say You Love Me" (acoustic version) – 3:14

Australian Maxi-CD
1. "Mirror Mirror" (album version)	 – 3:19
2. "Don't Say You Love Me" (Tin Tin Out Remix) – 3:32
3. "Mirror Mirror" (Crossover Mix) – 3:50

## Video musical
El vídeo musical muestra a Marion Raven en escenas románticas con un chico sobre el césped y bajo la lluvia. También aparecen escenas de Marit Larsen cantando los coros bajo la lluvia, ambas chicas en escenas similares. El vídeo fue dirigido por Matthew Rolston.
El vídeo musical de "Mirror, Mirror" más conocido como espejito, espejito nos narra sobre una chica arrepentida por sus actos, al haber perdido a su gran amor, que se reprocha la manera en como hizo las cosas, y en la que pide que sus sueños se hagan realidad y si es así que su amado este ahí con ella o que al menos lo pueda ver. 

## Gráfico
| Chart (2000)                  | Peak position |
| ----------------------------- | ------------- |
| Australian ARIA Singles Chart | 30            |
| U.S. Billboard Hot 100        | 62            |